# Fawn Creek (Gardner River)
Der Fawn Creek ist ein etwa 15 km langer, rechter Nebenfluss des Gardner River im äußersten Nordwesten des US-Bundesstaates Wyoming. Er fließt auf seiner gesamten Länge durch den Yellowstone-Nationalpark. „Fawn“ ist das englische Wort für Rehkitz oder Hirschkalb. 

## Verlauf
Der Fawn Creek entspringt oberhalb des Fawn Pass in der Gallatin Range auf etwa 2975 m Höhe, südwestlich des Gray Peak und nordwestlich des Quadrant Mountain im Nordwesten des Yellowstone-Nationalparks. Er durchfließt einen namenlosen Bergsee und verläuft zunächst in östliche, später in nordöstliche Richtung. Bei Erreichen des Hochplateaus Gardner's Hole wendet er sich nach Süden und mäandriert für wenige Kilometer bis zur Mündung. Nach etwa 15 km mündet der Fawn Creek auf 2331 m Höhe in den hier nach Südosten fließenden Gardner River. Der Fawn Pass Trail folgt nahezu dem gesamten Flussverlauf. Der gesamte Flussverlauf befindet sich im Park County.

## Hydrologie
Der Fawn Creek ist als Nebenfluss des Gardner River Teil des Einzugsgebietes des Yellowstone River, der über Missouri und Mississippi in den Golf von Mexiko entwässert. Das Einzugsgebiet des Fawn Creek umfasst ein Areal von etwa 40 km² und grenzt an die Einzugsgebiete von Panther Creek im Süden, Gallatin River im Westen, Fan Creek im Nordwesten sowie Gardner River im Norden und Osten.